# Elpidio Quirino
Elpidio Rivera Quirino (Vigan City, 16 november 1890 - Quezon City, 29 februari 1956) was van 1948 tot 1953 de 6e Filipijnse president. Quirino werd in 1946 gekozen als vicepresident van de Filipijnen en werd president nadat president Manuel Roxas overleed als gevolg van een hartaanval. Bij de verkiezingen van 1949 werd hij herkozen. Na de afloop van deze termijn werd Quirino bij de verkiezingen van 1953 verslagen door Ramon Magsaysay.

## Vroege levensloop en carrière
Quirino werd geboren in Vigan City, een stad in de noordelijke Filipijnse provincie Ilocos Sur. Hij was de derde van zeven kinderen van Mariano Quirino, afkomstig uit Caoayan en Gregoria Rivera uit Aringay in La Union. Ten tijde van Elpidio's geboorte was vader Mariano gevangenisbewaarder van de gevangenis in Vigan City. Toen de Filipijnse revolutie uitbrak, nam Mariano ontslag en verhuisde het gezin naar Agoo in La Union. In 1898 brak de Filipijns-Amerikaanse Oorlog uit, maar veel impact op het leven van de jonge Quirino had dit niet. Nadat hij in eerste instantie privéonderwijs genoot, ging hij later naar de openbare lagere school in Aringay. In 1904 verhuisde het gezin naar Caoayan, de geboorteplaats van zijn vader. Enkele jaren later volgde een verhuizing naar Vigan. Hier ging hij naar de Vigan High School. Ook volgde hij teken- en schilderlessen aan de Universidad Ilocana. Hij bleek aanleg te hebben en won er zelfs een keer een prijs met zijn werk.
Op zijn 18e vertrok Quirino naar Manilla waar hij rechten studeerde aan de University of the Philippines, die toen nog maar net opgericht was. In 1915 behaalde hij er zijn Bachelor-diploma. Nadat hij in 1916 voor het toelatingsexamen voor de Filipijnse balie was geslaagd werkte hij als law clerk bij de Philippine Commission, de toenmalige uitvoerende macht in de Filipijnen. Later werkte hij als advocaat in de commerciële sector. Daarnaast was hij in die tijd persoonlijk secretaris van Manuel Quezon, in die tijd een rijzende ster onder Filipijnse politici.

## Politieke ambities
In 1919 besloot Quirino de politiek in te gaan en zich kandidaat te stellen voor het Filipijns Huis van Afgevaardigden. Met de steun van Quezon lukte het hem om bij de verkiezingen van 1919 de zetel van afgevaardigde van Ilocos Sur te veroveren. Bij de volgende verkiezingen van 1922 was hij de Nacionalista-kandidaat voor een zetel in de Filipijnse Senaat. Hij verloor de verkiezingen van het eerste Senaatsdistrict echter van Isabelo de los Reyes. Drie jaar later, in 1925, deed hij opnieuw mee. Ditmaal won hij wel. Na zes jaar in het Huis volgde in 1925 een verkiezing tot senator. Bij de verkiezingen van 1931 werd hij herkozen voor een nieuwe termijn van zes jaar. In 1934 volgde een benoeming tot Minister van Financiën in de regering van het Gemenebest van de Filipijnen. Ook werd hij gekozen als afgevaardigde voor het Constitutioneel Congres voor de vorming van een Filipijnse Grondwet. Beide functies vervulde hij zonder daarbij zijn Senaatszetel op te geven, zoals in die tijd ook gebruikelijk was. In 1934 maakte Quirino tevens onderdeel uit van de missie onder leiding van Manuel Quezon die zich in Washington D.C sterk maakten om de Tydings-McDuffie Act door het Amerikaans Congres te krijgen. In de wet werd vastgelegd dat de onafhankelijkheid van de Filipijnen in 1945 een feit zou zijn. In 1941 deed Quirino opnieuw mee aan de Senaatsverkiezingen, ditmaal weer met steun van Manuel Quezon. Hij eindigde op de vijfde plek en won zodoende een van de 24 Senaatszetels.

## Tweede Wereldoorlog
Voordat de nieuwe Senaat geïnaugureerd kon worden, brak de Tweede Wereldoorlog echter uit en werden de Filipijnen bezet door Japan. President Manuel Quezon vluchtte met andere prominente Filipijnse politici naar de Verenigde Staten. Quirino werd echter verteld dat hij in zijn vaderland nodig was om de bevolking te vertegenwoordigen. Hij weigerde echter om, zoals veel andere politici deden, te collaboreren met de Japanse bezetters. Hij nam ook niet actief deel aan het Filipijnse verzet. Antonio, de jongere broer van Elpidio, was wel actief verzetslid. Het hoofdkwartier van de verzetsbeweging bevond zich in hetzelfde gebouw als het kantoor van Quirino. Toen de Japanners hierachter kwamen, werden Elpidio en zijn broer op 11 januari 1943, samen met 200 andere mensen die zich in het gebouw bevonden, opgepakt. Na enige tijd in de cel kwam hij weer vrij. De rest van de oorlogstijd werkte hij als advocaat. Bij de bevrijding van de Filipijnen door de Amerikanen voltrok zich voor Quirino een persoonlijk drama. Tijdens de Slag om Manilla werden zijn vrouw en drie van hun vijf kinderen gedood. Daarnaast kwamen nog vijf familieleden om het leven.

## Vicepresident
Kort na het einde van de Tweede Wereldoorlog en kort voor de geplande onafhankelijkheid van de Filipijnen, werden de verkiezingen van 1946 gehouden. Quirino deed mee als kandidaat voor het vicepresidentschap als running mate van Manuel Roxas, de voorkeurskandidaat van de Amerikanen. Ze wonnen op 23 april 1946 beiden van respectievelijk Sergio Osmena en Eulogio Rodriguez. Quirino werd niet alleen de nieuwe vicepresident, maar Roxas benoemde hem ook tot Minister van Buitenlandse Zaken. Kort na de verkiezingen, op 4 juli 1946, werden de Filipijnen onafhankelijk. Een van de belangrijkste zaken waar Quirino zich in zijn twee jaar durende termijn als Minister van Buitenlandse Zaken mee bezighield, was een contract dat de Amerikanen het recht zou geven 99 jaar lang diverse militaire bases in het land te behouden. De onderhandelingen tussen de Filipino's en de Amerikanen sleepten 8 maanden lang aan. De Amerikaanse eisen waren erg hoog en de Filipijnse regering tekende uiteindelijk het contract omdat het land nog erg afhankelijk was van de Amerikaanse economische en militaire hulp.

## President

### Eerste termijn (1948 - 1949)
Op 15 april 1948 overleed president Manuel Roxas onverwacht aan de gevolgen van een hartaanval, nadat hij een speech had gegeven op Clark Air Base. Quirino, die op dat moment op een inspectietocht per boot was in de Visayas, haastte zich terug naar Manilla en werd op 18 april ingezworen als de nieuwe president van de Filipijnen. Bij zijn aantreden kondigde hij aan dat zijn belangrijkste speerpunten zouden zijn: de economische wederopbouw van het land en het herstel van het vertrouwen van de Filipijnse bevolking in de regering. Enkele maatregelen die hij nam in die eerste periode van zijn presidentschap waren het oprichten van een Centrale Bank, de vervanging van zes kabinetsleden en het publiekelijk aanpakken van corruptie binnen de overheid. Ook probeerde hij een einde te maken aan de steeds groeiende invloed van de communistische opstandelingenbeweging Hukbalahap. De Huks was tijdens de Tweede Wereldoorlog een verzetsbeweging tegen de Japanners die na de oorlog doorging met haar verzet. De beweging werd, vanwege het anti-communisme dat in de Verenigde Staten heerste, door de regering-Roxas tot vijand van de staat verklaard. Hierdoor kon de beweging niet via de legale weg voor haar idealen vechten en ging men over tot gewelddadig verzet. De economische malaise van de Filipijnen zorgde ervoor dat de beweging in korte tijd uitgroeide tot een serieuze bedreiging voor de jonge Filipijnse staat. Quirino probeerde deze bedreiging in eerste instantie het hoofd te bieden door te onderhandelen met Luis Taruc de leider van de Hukbalahap. Middels een afgekondigde amnestie voor de leden van de beweging wilde hij hen overhalen de wapens neer te leggen. De onderhandelingen tussen Taruc en Quirino liepen echter op niets uit.

### Tweede termijn (1949 - 1953)
Bij de verkiezingen van 1949 behaalde de Liberal Party een totale overwinning. Quirino won de presidentsverkiezingen, zijn running mate Fernando López de vicepresidentsverkiezingen en ook alle senaatszetels gingen naar de Liberals. De verkiezingsuitslagen waren bijzonder controversieel en Quirino werd door de oppositie beschuldigd van grootschalige verkiezingsfraude. De verkiezingen van 1949 worden tegenwoordig, (samen met de verkiezingen van 1986), beschouwd als een van de meest frauduleuze verkiezingen uit de geschiedenis van het land.
Quirino was de eerste Filipijnse president tegen wie een afzettingsprocedure werd opgezet. Op 4 april 1949 dienden vier congresleden van de Avelino-vleugel van de Liberal Party, samen met drie Nacionalista's, een aanklacht in die zou moeten leiden tot Quirino's afzetting. Hij werd ervan beschuldigd overheidsgeld te hebben gebruikt voor privézaken, zoals de inrichting van Malacañang Palace en pianolessen voor zijn dochter Vicky. Quirino overleefde de procedure echter doordat het door zijn aanhangers gedomineerde Huis van Afgevaardigden de aanklacht wegstemde met 58 tegen 9. Zijn regering bleef gedurende de rest van zijn termijn echter geplaagd door corruptiebeschuldigingen.
Bij de verkiezingen van 1953 deed hij een vergeefse poging om herkozen te worden. Hij verloor echter van de Nacionalista Ramon Magsaysay met 31,0% tegen 68,9%. Na de verloren verkiezingen trok hij zich terug uit het publieke leven. Drie jaar later overleed hij aan de gevolgen van een hartaanval. Quirino werd begraven op South Cemetery in Manilla. Op 29 februari 2016, precies 60 jaar na zijn overlijden, werd Quirino herbegraven op het Libingan ng mga Bayani (begraafplaats voor helden) in Taguig.